# Marsch der Bundeswehr
Der Marsch der Bundeswehr ist seit Oktober 2005 der offizielle Marsch der Bundeswehr. Zum 50-jährigen Bestehen der 1955 gegründeten Bundeswehr wurde der Marsch von Christoph Reichelt (* 1934) völlig neu komponiert. Die Komposition wurde vom damaligen Generalinspekteur der Bundeswehr, General Wolfgang Schneiderhan, angeregt. Schneiderhan wählte auch den Siegertitel aus, nachdem Oberst Michael Schramm, Leiter des Militärmusikdienstes, mit einer Jury eine Vorauswahl aus 27 eingereichten Wettbewerbsbeiträgen getroffen hatte.